# Резчикова, Галина Фёдоровна
Гали́на Фёдоровна Ре́зчикова (21 декабря 1934 — 1994, Екатеринбург, Россия) — советская легкоатлетка, выступавшая в беге на короткие дистанции. Участница летних Олимпийских игр 1956 года. Мастер спорта СССР (1956).

## Биография
Родилась 21 декабря 1934 года.
Выступала в легкоатлетических соревнованиях за «Динамо» из Свердловска. Дважды была чемпионкой СССР в эстафете 4х100 метров (1957—1958), также на её счету две серебряных медали — в эстафете 4х200 метров в 1954 году, в эстафете 4х100 метров в 1959 году. В 1956 году выиграла летнюю Спартакиаду народов СССР.
Была рекордсменкой СССР в помещении. Входила в число десяти сильнейших легкоатлеток Европы.
В 1956 году вошла в состав сборной СССР на летних Олимпийских играх в Мельбурне. В беге на 100 метров заняла 2-е место в четвертьфинальном забеге с результатом 12,11 секунды. В полуфинале стала 6-й среди 6 участниц (12,23), уступив 0,43 секунды попавшей в финал с 3-го места Изабелле Дэниелс из США. В эстафете 4х100 метров сборная СССР, за которую также выступали Вера Крепкина, Мария Иткина и Ирина Бочкарёва, заняла 3-е место в полуфинальном забеге (46,20). В финале советские спринтерши заняли 4-е место (45,81), уступив 1,15 секунды завоевавшей золото сборной Австралии. 
По окончании выступлений до конца жизни работала тренером в ДЮСШ вместе со своей наставницей Эвелиной Мордкович.
Умерла в 1994 году в Екатеринбурге.

## Память
Занесена в Книгу памяти министерства по физкультуре и спорту Свердловской области под №106.

## Награды
- Медаль «За трудовую доблесть» (27.04.1957) — «за успехи, достигнутые в деле развития массового физкультурного движения в стране, повышения мастерства советских спортсменов, и успешное выступление на международных соревнованиях»